# 渋川義正
渋川 義正（しぶかわ よしまさ）は、戦国時代の武将。足利一門で備後国御調郡八幡村の小童山城を本拠地とする国人・備後渋川氏当主である渋川義陸の子。正室は毛利弘元の次女で、毛利元就の異母妹にあたる八幡新造。

## 生涯
生年は不明だが、備後国御調郡八幡村の小童山城を本拠地とする国人・備後渋川氏当主である渋川義陸の子として生まれる。
渋川氏は足利氏の支流で、室町幕府2代将軍・足利義詮の正室である渋川幸子の生家でもあるため、吉良氏や斯波氏同様に足利氏一門の中でも将軍家の家族として遇された名門である。義正は数流ある渋川氏の家系のうち、備後に拠点を有した渋川氏嫡流・渋川義行の血筋にて、小童山城、勝山城の二城を拠点に勢力を有していた。
しかし、勢威振るわず、出雲国の尼子氏にしばしば脅かされ、義正もまた庶家で旧家臣の板倉氏や近隣の国人領主である小早川氏などに支えられながら家名の存続に苦心していた。
毛利弘元の次女である八幡新造が義正の正室となると、後に中国地方一円の戦国大名となる毛利元就の義弟となり、毛利氏親族の後ろ盾を得た。八幡新造との間には、嫡男の義満が誕生している。
その他、永禄4年（1561年）、元就の沼田新高山城訪問に親族として随行、列席したと記録がある。
没年は不明。嫡男の義満が後を継いだ。